# Urus

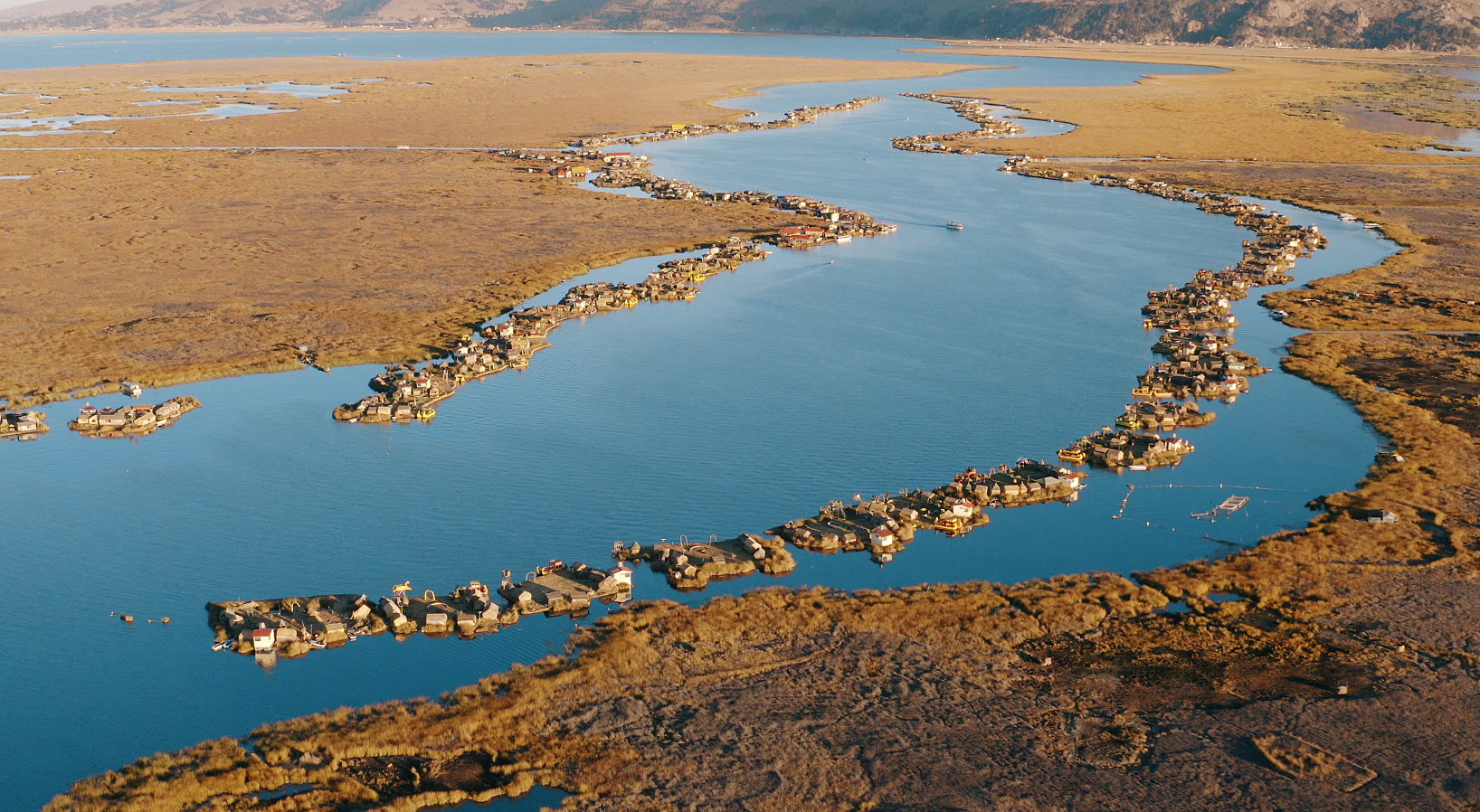
Die schwimmenden Inseln der Urus aus der Luft gesehen, etwa 5 km vor der Küste von Puno. (2019)

Die Urus (Singular: Uru; spanisch: Uro bzw. [Mehrzahl:] Uros) sind eine ethnische Gruppe Indigener am Titicaca-See bei Puno in Peru. Bei der Volkszählung von 1997 wurden rund 2.000 Nachkommen der Uru gezählt. Sie bilden drei Hauptgruppen: die Uru-Chipaya, die Uru-Murato und die Uru-Iruito. Die Uru-Iruito leben noch immer auf der bolivianischen Seite des Titicaca-Sees und am Río Desaguadero. Die Mehrzahl der Urus lebt inzwischen auf dem Festland, wo sich auch deren spezielle Friedhöfe befinden. Nur noch einige Hundert leben auf den schwimmenden Inseln und pflegen diese.

## Sprache
Die ursprüngliche Sprache der Urus (Urukilla bzw. Uruquilla) war mit der Chipaya-Sprache eng verwandt bzw. wird mit dieser unter Uru-Chipaya-Sprachen zusammengefasst. Die Urus selbst bezeichneten ihre Sprache bisweilen als „Pukina“; dieses darf jedoch nicht mit dem historischen Puquina (Pukina) derselben Region verwechselt werden, das eine völlig andere Sprache war. In der Kolonialzeit gingen die Urus zum Aymara über, das hier bis in die Gegenwart gesprochen wird, doch mittlerweile dringt wiederum das Spanische immer mehr vor.

## Bau von Schilfinseln

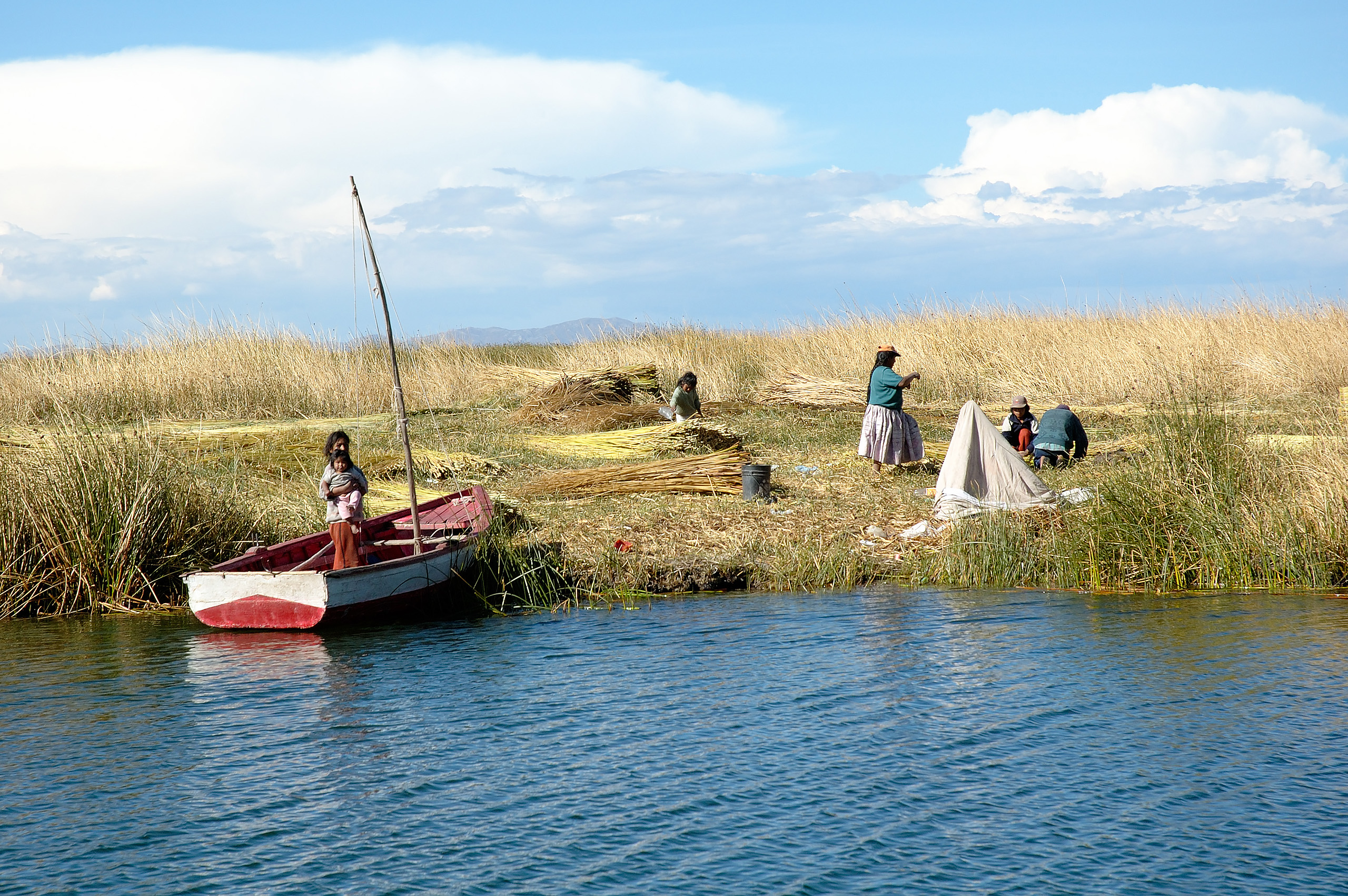
Totora-Ernte am Titicaca-See bei Puno (2005)

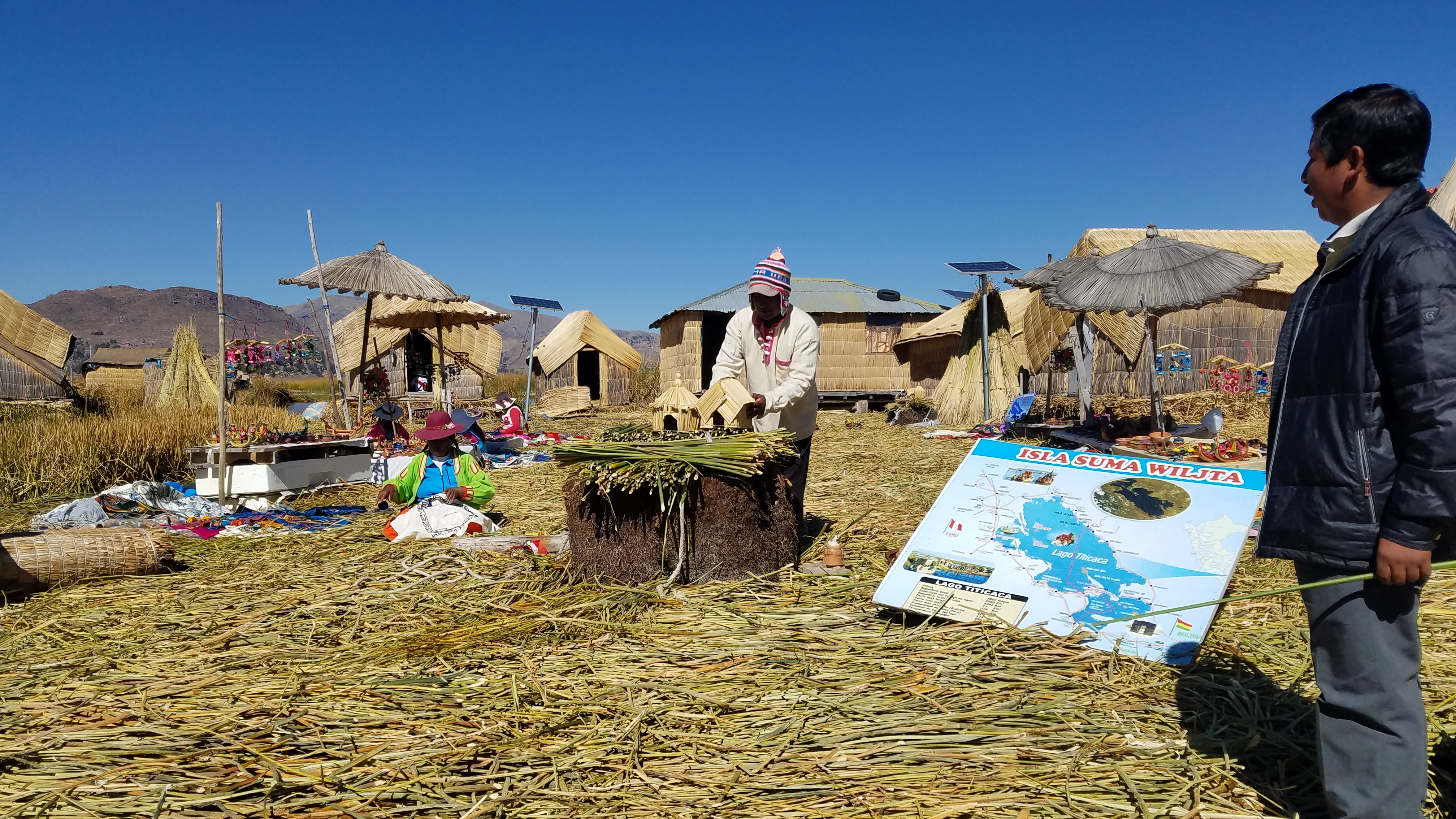
Ein lokaler Uru-Inselhäuptling erklärt den Aufbau einer schwimmenden Uros-Insel mit Wurzeln auf dem Boden und Schilfrohr auf der Oberseite, auf dem später Gebäude errichtet werden. (2019)

Die Uru verwenden Bündel von getrocknetem Totora-Schilf zur Herstellung von Schilfbooten (Balsas) und zum Bau der schwimmenden Inseln und Häuser selbst.
Auf den größeren Inseln leben etwa zehn Familien, während auf den kleineren, nur etwa dreißig Meter breiten Inseln nur zwei oder drei Familien leben.
Die Inseln, auf denen nur noch wenige hundert Urus leben, befinden sich auf 3.810 Metern über dem Meeresspiegel und 5 km östlich vom Hafen Puno (20 Minuten mit dem Boot).
Ursprünglich dienten die Inselsiedlungen der Verteidigung; im Falle einer Bedrohung konnten die schwimmenden Inseln verlegt werden. Auf der größten Insel steht noch ein Wachturm, ebenso wie auf den meisten kleineren Inseln.
Die Inselchen bestehen aus mehreren natürlichen Schichten, für die das Material im Titicaca-See geerntet wurde: Die Basis besteht aus großen Paletten schwimmender Totora-Wurzeln, die mit Seilen zusammengebunden und mit mehreren Schichten von Totora-Schilf bedeckt sind. Diese dichten Wurzeln, die die Pflanzen entwickeln und miteinander verflechten, bilden eine natürliche Schicht, die Khili genannt wird (etwa ein bis zwei Meter dick) und die die Hauptschwimm- und Stabilitätsvorrichtungen der Inseln sind. Sie sind mit Seilen an großen Eukalyptuspfählen verankert, die in den Seeboden getrieben wurden; jeder schwimmende Khili-Block misst etwa 4 × 10 Meter. Früher wurden die Blöcke mit Eukalyptuskeilen geerntet, heute werden sie mit 1,5 m langen Metallsägen, die speziell für diesen Zweck angefertigt wurden, entnommen.
Sobald die Khili-Paletten zusammengebunden und verankert sind, werden mehrere Schichten geschnittenen Schilfs hinzugefügt. Die untere Schicht des Schilfs verrottet recht schnell, so dass ständig neues Schilf hinzukommt, je nach Wetterlage etwa alle zwei Wochen bis drei Monate, was vor allem in der Regenzeit wichtig ist, wenn das Schilf viel schneller verrottet.

## Lebensgrundlage
Die Urus leben von der Fischerei, z. B. von Andenkärpflingen (Orestias) und Schmerlenwelsen der Gattung Trichomycterus. Eine zusätzliche Einnahmequelle ist der Verkauf von bunten Decken an die Touristen und die Trinkgelder der Fotografen. Die Wurzeln der Totora-Pflanzen dienen auch als Nahrungsmittel und sind reich an Jod.

## Galerie

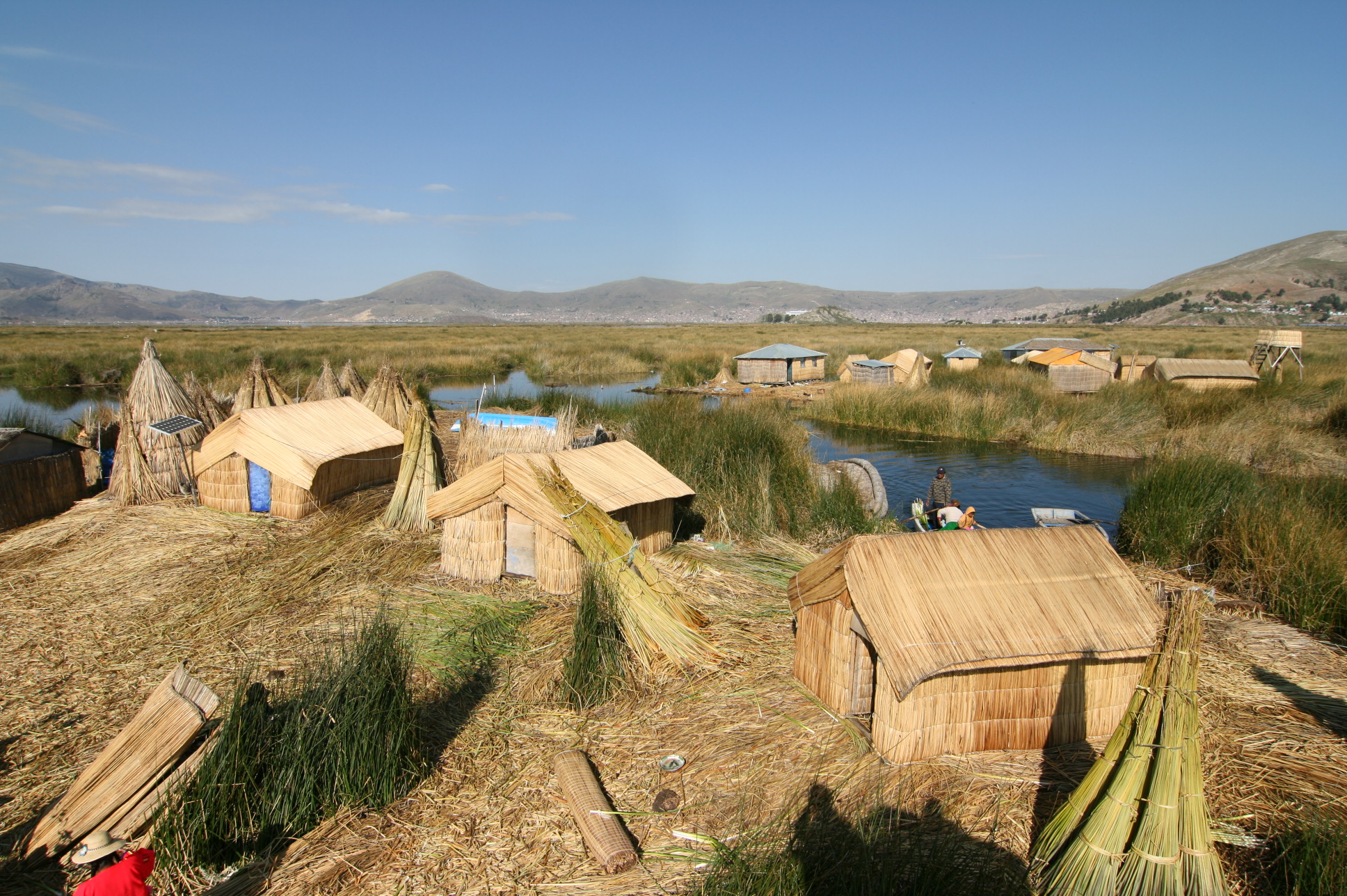
Schwimmende Insel der Urus
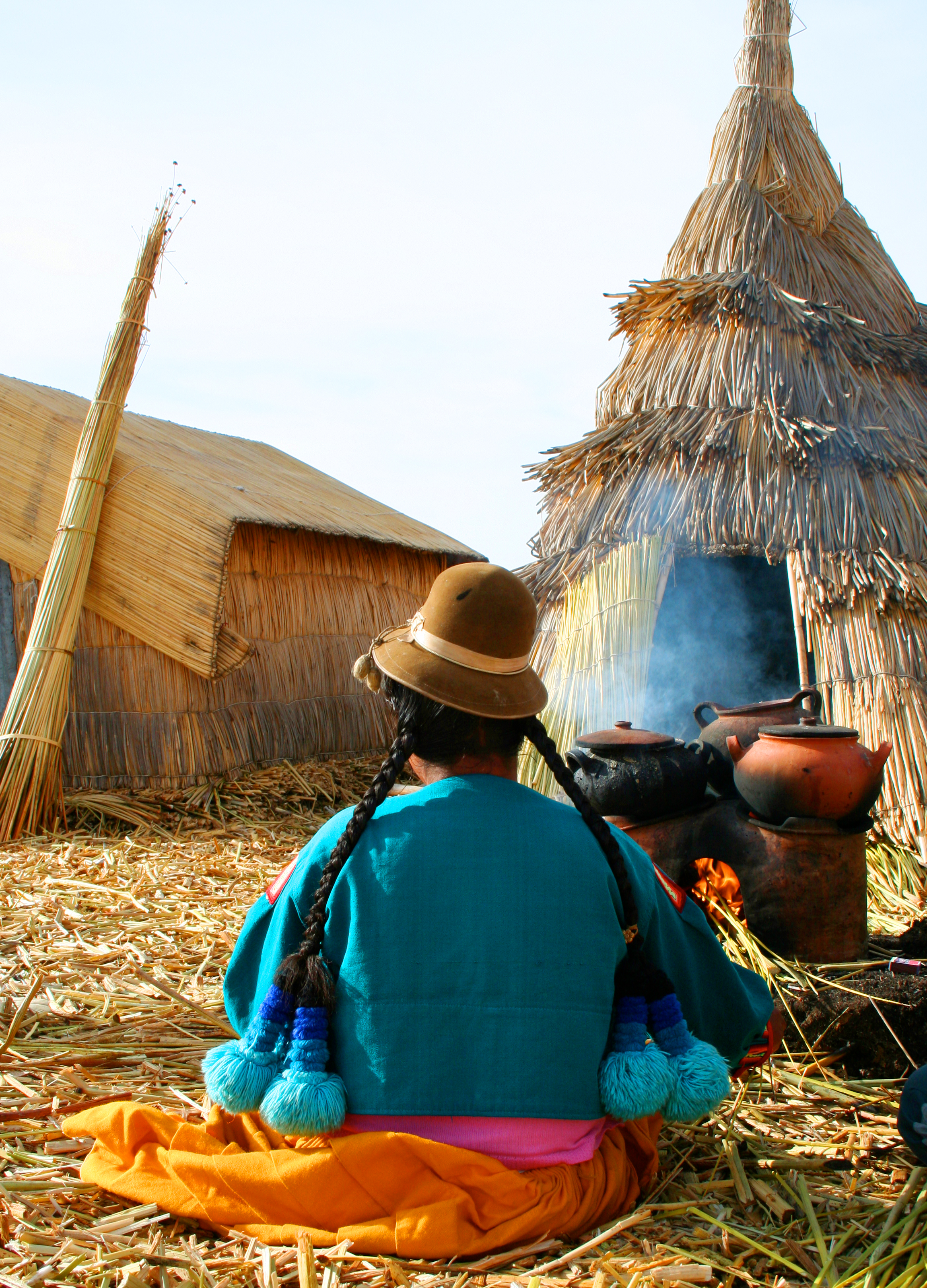
Eine Uro-Frau kocht in einem getöpferten Ofen.
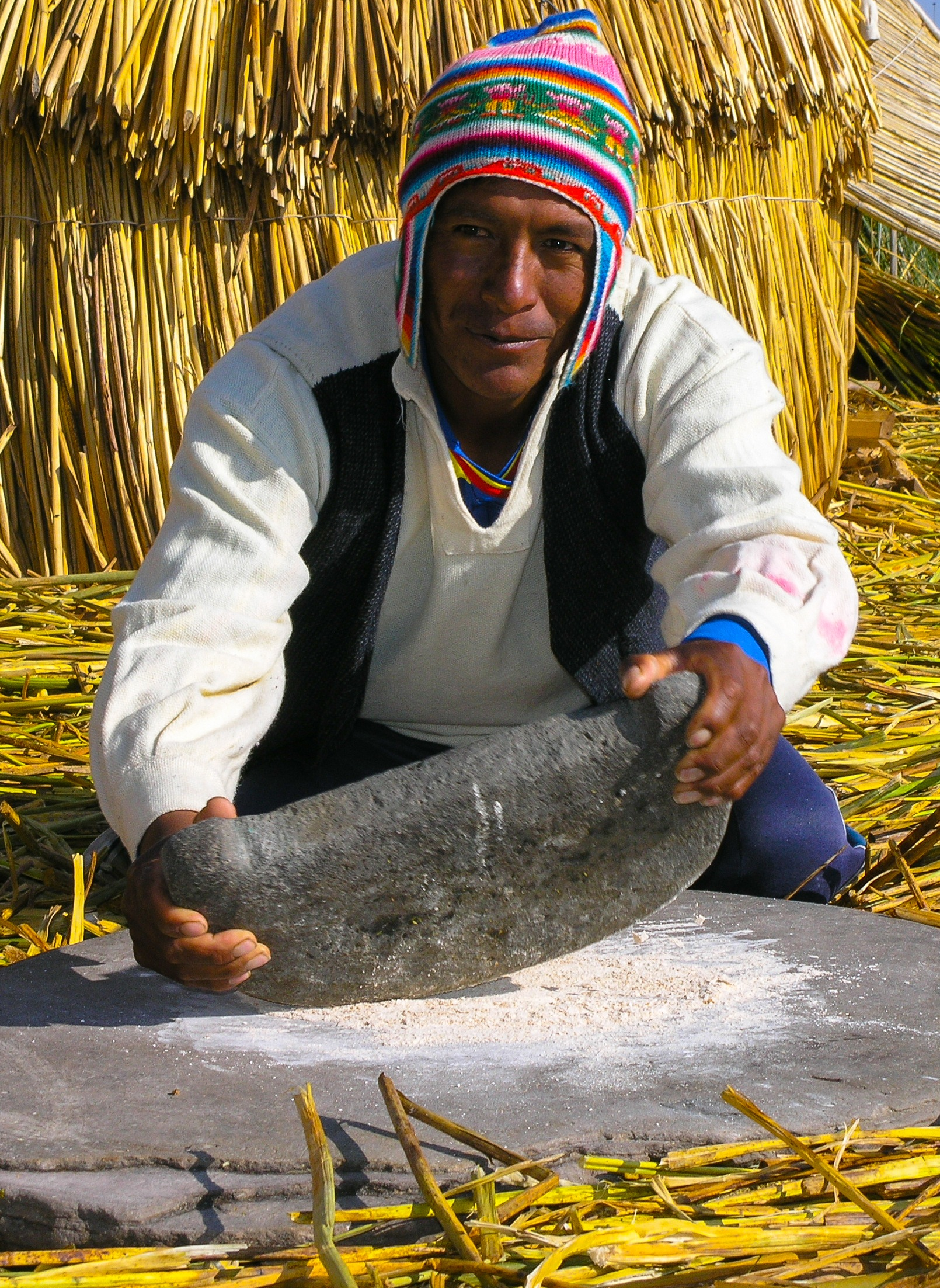
Uro-Mann mahlt Quinoa mit einem flachen Steinmörser und Stößel.
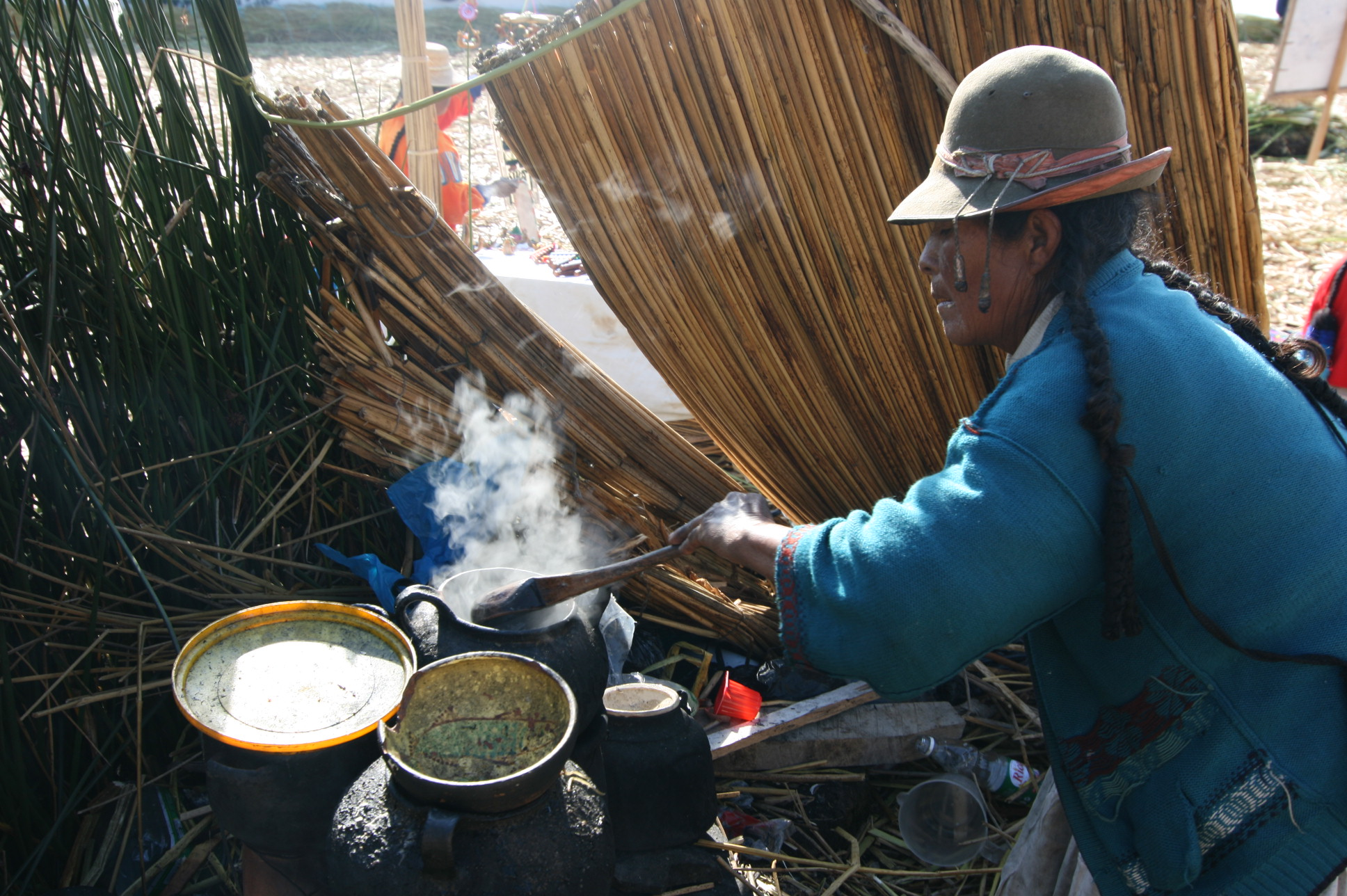
Kochstelle auf einer schwimmenden Insel der Urus